# Liste der Kulturdenkmäler in Fuldatal
Die folgende Liste enthält die in der Denkmaltopographie ausgewiesenen Kulturdenkmäler auf dem Gebiet  der Gemeinde Fuldatal, Landkreis Kassel, Hessen.
Hinweis: Die Reihenfolge der Denkmäler in dieser Liste orientiert sich zunächst an Ortsteilen und anschließend der Anschrift, alternativ ist sie auch nach der Bezeichnung, der vom Landesamt für Denkmalpflege vergebenen Nummer oder der Bauzeit sortierbar.
Kulturdenkmäler werden fortlaufend im Denkmalverzeichnis des Landes Hessen durch das Landesamt für Denkmalpflege Hessen auf Basis des Hessischen Denkmalschutzgesetzes (HDSchG) geführt. Die Schutzwürdigkeit eines Kulturdenkmals hängt nicht von der Eintragung in das Denkmalverzeichnis des Landes Hessen oder der Veröffentlichung in der Denkmaltopographie ab.

## Ihringshausen

### Gesamtanlage Historischer Ortskern Ihringshausen
| Bild            | Bezeichnung                         | Lage | Beschreibung                  | Bauzeit | Objekt-Nr. |
| --------------- | ----------------------------------- | --- | ----------------------------- | ------- | ---------- |
| Bild gesucht BW | Historischer Ortskern Ihringshausen | Am Backhaus, Friedhofstraße 5, 15, 4-20, Ihringstraße, Moltkestraße 2, 6, 10, Veckerhagener Straße 35-47, 60-84, Ysenburgstraße 1-3 Lage | Gesamtanlage                  |         | 88339 DDB  |
| Bild gesucht BW |                                     | Am Backhaus 1 LageFlur: 10, Flurstück: 135/3                                                                                             | nur als Teil der Gesamtanlage |         | 897432     |
|                 |                                     | Am Backhaus 1A LageFlur: 10, Flurstück: 135/5                                                                                            |                               |         | 88032 DDB  |
|                 |                                     | Am Backhaus 3 LageFlur: 10, Flurstück: 129/2                                                                                             | nur als Teil der Gesamtanlage |         | 897424     |
| Bild gesucht BW |                                     | Am Backhaus 3A LageFlur: 10, Flurstück: 129/2                                                                                            | nur als Teil der Gesamtanlage |         | 897425     |
|                 |                                     | Am Backhaus 5 LageFlur: 10, Flurstück: 128/1                                                                                             |                               |         | 88033 DDB  |
|                 |                                     | Am Backhaus 7 LageFlur: 10, Flurstück: 126                                                                                               |                               |         | 88034 DDB  |
|                 |                                     | Am Backhaus 9 LageFlur: 10, Flurstück: 124/3, 125                                                                                        |                               |         | 88035 DDB  |
|                 |                                     | Am Backhaus 11 LageFlur: 10, Flurstück: 124/2                                                                                            |                               |         | 88036 DDB  |
| Bild gesucht BW |                                     | Friedhofstraße 2 LageFlur: 10, Flurstück: 83/7                                                                                           | nur als Teil der Gesamtanlage |         | 897428     |
| Bild gesucht BW |                                     | Friedhofstraße 4 LageFlur: 10, Flurstück: 87/6                                                                                           | nur als Teil der Gesamtanlage |         | 897423     |
| Bild gesucht BW |                                     | Friedhofstraße 5 LageFlur: 10, Flurstück: 120/3                                                                                          | nur als Teil der Gesamtanlage |         | 897404     |
| Bild gesucht BW |                                     | Friedhofstraße 6 LageFlur: 10, Flurstück: 88/14                                                                                          | nur als Teil der Gesamtanlage |         | 897420     |
| Bild gesucht BW |                                     | Friedhofstraße 8 LageFlur: 10, Flurstück: 92/4                                                                                           | nur als Teil der Gesamtanlage |         | 897438     |
|                 |                                     | Friedhofstraße 10 LageFlur: 10, Flurstück: 93                                                                                            |                               |         | 88037 DDB  |
|                 |                                     | Friedhofstraße 14 LageFlur: 10, Flurstück: 98/1                                                                                          |                               |         | 88039 DDB  |
| Bild gesucht BW |                                     | Friedhofstraße 15 LageFlur: 10, Flurstück: 109/6                                                                                         | nur als Teil der Gesamtanlage |         | 897394     |
| Bild gesucht BW |                                     | Friedhofstraße 16 LageFlur: 10, Flurstück: 100/1                                                                                         | nur als Teil der Gesamtanlage |         | 897439     |
| Bild gesucht BW |                                     | Friedhofstraße 16A LageFlur: 10, Flurstück: 100/1                                                                                        | nur als Teil der Gesamtanlage |         | 960855     |
| Bild gesucht BW |                                     | Friedhofstraße 18 LageFlur: 10, Flurstück: 103/2                                                                                         | nur als Teil der Gesamtanlage |         | 897434     |
| Bild gesucht BW |                                     | Friedhofstraße 18A LageFlur: 10, Flurstück: 103/2                                                                                        | nur als Teil der Gesamtanlage |         | 960856     |
| Bild gesucht BW |                                     | Friedhofstraße 20 LageFlur: 10, Flurstück: 104/2                                                                                         | nur als Teil der Gesamtanlage |         | 897435     |
| Bild gesucht BW |                                     | Ihringstraße 1 LageFlur: 10, Flurstück: 170/2                                                                                            | nur als Teil der Gesamtanlage |         | 897415     |
| Bild gesucht BW |                                     | Ihringstraße 2 LageFlur: 10, Flurstück: 163/2                                                                                            | nur als Teil der Gesamtanlage |         | 897400     |
| Bild gesucht BW |                                     | Ihringstraße 2A LageFlur: 10, Flurstück: 163/2                                                                                           | nur als Teil der Gesamtanlage |         | 897401     |
| Bild gesucht BW |                                     | Ihringstraße 2B LageFlur: 10, Flurstück: 157/2                                                                                           | nur als Teil der Gesamtanlage |         | 960854     |
| Bild gesucht BW |                                     | Ihringstraße 3 LageFlur: 10, Flurstück: 160/1                                                                                            | nur als Teil der Gesamtanlage |         | 897397     |
| Bild gesucht BW |                                     | Ihringstraße 4 LageFlur: 10, Flurstück: 163/2                                                                                            | nur als Teil der Gesamtanlage |         | 897399     |
| Bild gesucht BW |                                     | Ihringstraße 5 LageFlur: 10, Flurstück: 172/1                                                                                            | nur als Teil der Gesamtanlage |         | 897431     |
|                 |                                     | Ihringstraße 6 LageFlur: 10, Flurstück: 207/8                                                                                            | nur als Teil der Gesamtanlage |         | 897408     |
|                 |                                     | Ihringstraße 8 LageFlur: 10, Flurstück: 207/3                                                                                            | nur als Teil der Gesamtanlage |         | 897407     |
| Bild gesucht BW |                                     | Moltkestraße 2 LageFlur: 10, Flurstück: 194/2                                                                                            | nur als Teil der Gesamtanlage |         | 897430     |
| Bild gesucht BW |                                     | Moltkestraße 6 LageFlur: 10, Flurstück: 201/2                                                                                            | nur als Teil der Gesamtanlage |         | 897414     |
| Bild gesucht BW |                                     | Moltkestraße 8 LageFlur: 10, Flurstück: 507/208                                                                                          | nur als Teil der Gesamtanlage |         | 897409     |
|                 |                                     | Moltkestraße 10 LageFlur: 10, Flurstück: 217/4                                                                                           | nur als Teil der Gesamtanlage |         | 897437     |
| Ev. Kirche      | Ev. Kirche                          | Veckerhagener Straße LageFlur: 10, Flurstück: 181/6                                                                                      |                               |         | 88042 DDB  |
|                 |                                     | Veckerhagener Straße 35 LageFlur: 10, Flurstück: 135/4                                                                                   | nur als Teil der Gesamtanlage |         | 897436     |
| Bild gesucht BW |                                     | Veckerhagener Straße 41 LageFlur: 10, Flurstück: 85/4                                                                                    | nur als Teil der Gesamtanlage |         | 897393     |
| Bild gesucht BW |                                     | Veckerhagener Straße 41A LageFlur: 10, Flurstück: 83/7                                                                                   | nur als Teil der Gesamtanlage |         | 897427     |
| Bild gesucht BW |                                     | Veckerhagener Straße 41B LageFlur: 10, Flurstück: 83/7                                                                                   | nur als Teil der Gesamtanlage |         | 897426     |
| Bild gesucht BW |                                     | Veckerhagener Straße 41C LageFlur: 10, Flurstück: 81/4                                                                                   | nur als Teil der Gesamtanlage |         | 897419     |
|                 |                                     | Veckerhagener Straße 43 LageFlur: 10, Flurstück: 80/7                                                                                    |                               |         | 88043 DDB  |
| Bild gesucht BW |                                     | Veckerhagener Straße 45 LageFlur: 10, Flurstück: 79/3                                                                                    | nur als Teil der Gesamtanlage |         | 897421     |
| Bild gesucht BW |                                     | Veckerhagener Straße 45A LageFlur: 10, Flurstück: 77/1                                                                                   | nur als Teil der Gesamtanlage |         | 897422     |
|                 |                                     | Veckerhagener Straße 47 LageFlur: 10, Flurstück: 76/3                                                                                    |                               |         | 88044 DDB  |
|                 |                                     | Veckerhagener Straße 60 LageFlur: 10, Flurstück: 153/2                                                                                   |                               |         | 88045 DDB  |
| Bild gesucht BW |                                     | Veckerhagener Straße 62 LageFlur: 10, Flurstück: 158/3                                                                                   | nur als Teil der Gesamtanlage |         | 897395     |
| Bild gesucht BW |                                     | Veckerhagener Straße 64 LageFlur: 10, Flurstück: 157/3                                                                                   | nur als Teil der Gesamtanlage |         | 897396     |
| Bild gesucht BW |                                     | Veckerhagener Straße 66 LageFlur: 10, Flurstück: 171/2                                                                                   | nur als Teil der Gesamtanlage |         | 897433     |
| Bild gesucht BW |                                     | Veckerhagener Straße 68 LageFlur: 10, Flurstück: 170/4                                                                                   | nur als Teil der Gesamtanlage |         | 897416     |
| Bild gesucht BW |                                     | Veckerhagener Straße 70 LageFlur: 10, Flurstück: 173/6                                                                                   | nur als Teil der Gesamtanlage |         | 897418     |
| Gasthaus        | Gasthaus                            | Veckerhagener Straße 70A LageFlur: 10, Flurstück: 173/5                                                                                  |                               |         | 88046 DDB  |
| Bild gesucht BW |                                     | Veckerhagener Straße 72 LageFlur: 10, Flurstück: 174/6                                                                                   | nur als Teil der Gesamtanlage |         | 897417     |
|                 |                                     | Veckerhagener Straße 74 LageFlur: 10, Flurstück: 207/2                                                                                   | nur als Teil der Gesamtanlage |         | 897405     |
| Bild gesucht BW |                                     | Veckerhagener Straße 76 LageFlur: 10, Flurstück: 204/9                                                                                   | nur als Teil der Gesamtanlage |         | 897406     |
| Bild gesucht BW |                                     | Veckerhagener Straße 78 LageFlur: 10, Flurstück: 204/6                                                                                   | nur als Teil der Gesamtanlage |         | 897398     |
| Bild gesucht BW |                                     | Veckerhagener Straße 80 LageFlur: 10, Flurstück: 197/3                                                                                   | nur als Teil der Gesamtanlage |         | 897412     |
| Bild gesucht BW |                                     | Veckerhagener Straße 80A LageFlur: 10, Flurstück: 197/4                                                                                  | nur als Teil der Gesamtanlage |         | 897413     |
| Bild gesucht BW |                                     | Veckerhagener Straße 82 LageFlur: 10, Flurstück: 196/4                                                                                   | nur als Teil der Gesamtanlage |         | 897411     |
|                 |                                     | Veckerhagener Straße 84 LageFlur: 10, Flurstück: 44/5                                                                                    |                               |         | 88047 DDB  |
| Bild gesucht BW |                                     | Ysenburgstraße 1 LageFlur: 10, Flurstück: 508/213                                                                                        | nur als Teil der Gesamtanlage |         | 897410     |
| Bild gesucht BW |                                     | Ysenburgstraße 2 LageFlur: 10, Flurstück: 165/2                                                                                          | nur als Teil der Gesamtanlage |         | 897403     |
| Bild gesucht BW |                                     | Ysenburgstraße 2A LageFlur: 10, Flurstück: 165/2                                                                                         | nur als Teil der Gesamtanlage |         | 897402     |
| Bild gesucht BW |                                     | Ysenburgstraße 3 LageFlur: 10, Flurstück: 214/1                                                                                          | nur als Teil der Gesamtanlage |         | 897429     |

### Sachgesamtheit ehem. Fabrik Firma Hahn
| Bild                    | Bezeichnung             | Lage                                            | Beschreibung | Bauzeit | Objekt-Nr. |
| ----------------------- | ----------------------- | ----------------------------------------------- | ------------ | ------- | ---------- |
| ehem. Fabrik Firma Hahn | ehem. Fabrik Firma Hahn | Grebenstraße LageFlur: 4, Flurstück: 27/7, 35/2 |              |         | 938979 DDB |
| Hauptgebäude            | Hauptgebäude            | Grebenstraße LageFlur: 4, Flurstück: 27/7, 35/2 |              |         | 938979 DDB |
| Bild gesucht BW         | Verwaltungsgebäude      | Grebenstraße LageFlur: 4, Flurstück: 27/7, 35/2 |              |         | 938979 DDB |
| Fabrikgebäude           | Fabrikgebäude           | Grebenstraße LageFlur: 4, Flurstück: 27/7, 35/2 |              |         | 938979 DDB |
| Bild gesucht BW         | Trafohaus               | Grebenstraße LageFlur: 4, Flurstück: 27/7, 35/2 |              |         | 938979 DDB |

### Einzeldenkmale
| Bild             | Bezeichnung                                             | Lage                                                                      | Beschreibung | Bauzeit | Objekt-Nr. |
| ---------------- | ------------------------------------------------------- | ------------------------------------------------------------------------- | ------------ | ------- | ---------- |
| weitere Bilder   | Eisenbahnbrücke über die Fulda, sog. Kragenhofer Brücke | Fuldatalstraße (L 3235) LageFlur: 5, Flurstück: 15/3, 22/9, 23/13, 23/6   |              |         | 88040 DDB  |
| Friedhofskapelle | Friedhofskapelle                                        | Friedhofstraße LageFlur: 9, Flurstück: 55/2                               |              |         | 88038 DDB  |
|                  |                                                         | Moltkestraße 3 LageFlur: 10, Flurstück: 25/1                              |              |         | 88051 DDB  |
|                  |                                                         | Moltkestraße 9 LageFlur: 10, Flurstück: 22/2                              |              |         | 88052 DDB  |
|                  |                                                         | Moltkestraße 12 LageFlur: 10, Flurstück: 219/7                            |              |         | 88053 DDB  |
|                  |                                                         | Niedervellmarsche Straße 19A LageFlur: 12, Flurstück: 8/1, 8/15, 8/2, 8/6 |              |         | 88041 DDB  |
| Bild gesucht BW  |                                                         | Schocketal 9 LageFlur: 3, Flurstück: 221/49                               |              |         | 88416 DDB  |
|                  |                                                         | Veckerhagener Straße 110 LageFlur: 9, Flurstück: 40/2                     |              |         | 88048 DDB  |
|                  |                                                         | Veckerhagener Straße 116 LageFlur: 9, Flurstück: 44/1                     |              |         | 88049 DDB  |
| Bild gesucht BW  |                                                         | Veckerhagener Straße 140 LageFlur: 9, Flurstück: 28/4                     |              |         | 88050 DDB  |

## Knickhagen
| Bild                         | Bezeichnung                  | Lage                                                               | Beschreibung | Bauzeit | Objekt-Nr. |
| ---------------------------- | ---------------------------- | ------------------------------------------------------------------ | ------------ | ------- | ---------- |
| Spritzenhaus                 | Spritzenhaus                 | Die Steile Gasse LageFlur: 3, Flurstück: 27/2                      |              |         | 88059 DDB  |
| Ehem. Schule                 | Ehem. Schule                 | Erlenbuschstraße 1 LageFlur: 2, Flurstück: 53/1                    |              |         | 88054 DDB  |
|                              |                              | Im Buchenhain 1 LageFlur: 3, Flurstück: 24/6                       |              |         | 88060 DDB  |
| Brücke                       | Brücke                       | Osterbach LageFlur: 11, Flurstück: 7                               |              |         | 88064 DDB  |
| Brücke über den Osterbach    | Brücke über den Osterbach    | Osterbachstraße (K 40) LageFlur: 7, Flurstück: 96/33, 96/34, 96/35 |              |         | 88062 DDB  |
| Brücke über den Mühlengraben | Brücke über den Mühlengraben | Osterbachstraße (K 40) LageFlur: 7, Flurstück: 96/38               |              |         | 88062 DDB  |
|                              |                              | Osterbachstraße 3 LageFlur: 3, Flurstück: 15/3                     |              |         | 88056 DDB  |
| Bild gesucht BW              |                              | Osterbachstraße 6 LageFlur: 3, Flurstück: 2/6                      |              |         | 88055 DDB  |
| Ehem. Spiegelmühle           | Ehem. Spiegelmühle           | Spiegelmühle 1 LageFlur: 2, Flurstück: 35/3                        |              |         | 88063 DDB  |
|                              |                              | Sudholzstraße 3 LageFlur: 3, Flurstück: 35/2                       |              |         | 88058 DDB  |
| Ehem. Untermühle und Brücke  | Ehem. Untermühle und Brücke  | Untermühle 1 LageFlur: 2, Flurstück: 117/14, 120, 72/1             |              |         | 88061 DDB  |

## Rothwesten

### Gesamtanlage I Gut Eichenberg
| Bild            | Bezeichnung    | Lage                                                         | Beschreibung                  | Bauzeit | Objekt-Nr. |
| --------------- | -------------- | ------------------------------------------------------------ | ----------------------------- | ------- | ---------- |
| Bild gesucht BW | Gut Eichenberg | Gut Eichenberg LageFlur: 10, Flurstück: 10, 41/3, 41/4, 44/1 | Gut Eichenberg                |         | 88332 DDB  |
| Bild gesucht BW |                | Gut Eichenberg 3 LageFlur: 10, Flurstück: 10                 | nur als Teil der Gesamtanlage |         | 960860     |
| Bild gesucht BW |                | Gut Eichenberg 5 LageFlur: 10, Flurstück: 41/3               | nur als Teil der Gesamtanlage |         | 897533     |
| Bild gesucht BW |                | Gut Eichenberg 6 LageFlur: 10, Flurstück: 41/4               | nur als Teil der Gesamtanlage |         | 897534     |
| Bild gesucht BW |                | Gut Eichenberg 6A LageFlur: 10, Flurstück: 41/4              | nur als Teil der Gesamtanlage |         | 897535     |

### Gesamtanlage II Gut Winterbüren
| Bild            | Bezeichnung            | Lage                                                            | Beschreibung | Bauzeit | Objekt-Nr. |
| --------------- | ---------------------- | --------------------------------------------------------------- | ------------ | ------- | ---------- |
| Bild gesucht BW | Gut Winterbüren        | Gut Winterbüren LageFlur: 14, Flurstück: 29, 30, 31, 32, 33, 34 |              |         | 88333 DDB  |
| Bild gesucht BW | Herrenhaus             | Gut Winterbüren 2 LageFlur: 14, Flurstück: 29, 33               |              |         | 88074 DDB  |
| Bild gesucht BW | Ehem. Kavaliersgebäude | Gut Winterbüren 2 LageFlur: 14, Flurstück: 29                   |              |         | 88075 DDB  |
| Bild gesucht BW | Wohntrakt              | Gut Winterbüren 4/6 LageFlur: 14, Flurstück: 29                 |              |         | 88076 DDB  |

### Gesamtanlage III Erlenbuschsiedlung
| Bild            | Bezeichnung                                               | Lage | Beschreibung                  | Bauzeit | Objekt-Nr. |
| --------------- | --------------------------------------------------------- | --- | ----------------------------- | ------- | ---------- |
| Bild gesucht BW | Wohnsiedlung Fritz-Erler-Kaserne, sog. Erlenbuschsiedlung | Akazienweg, Fliederweg, Haselweg, Kastanienweg, Lindenstraße, Platanenweg, Schlehenweg, Ulmenweg LageFlur: 7, Flurstück: |                               |         | 88334 DDB  |
| Bild gesucht BW |                                                           | Akazienweg 1 LageFlur: 7, Flurstück: 75/77                                                                               | nur als Teil der Gesamtanlage |         | 897479     |
| Bild gesucht BW |                                                           | Akazienweg 2 LageFlur: 7, Flurstück: 75/63                                                                               | nur als Teil der Gesamtanlage |         | 897465     |
| Bild gesucht BW |                                                           | Akazienweg 3 LageFlur: 7, Flurstück: 75/85                                                                               | nur als Teil der Gesamtanlage |         | 897483     |
| Bild gesucht BW |                                                           | Akazienweg 4 LageFlur: 7, Flurstück: 75/64                                                                               | nur als Teil der Gesamtanlage |         | 897496     |
| Bild gesucht BW |                                                           | Akazienweg 5 LageFlur: 7, Flurstück: 75/86                                                                               | nur als Teil der Gesamtanlage |         | 897487     |
| Bild gesucht BW |                                                           | Akazienweg 6 LageFlur: 7, Flurstück: 75/65                                                                               | nur als Teil der Gesamtanlage |         | 897466     |
| Bild gesucht BW |                                                           | Akazienweg 7 LageFlur: 7, Flurstück: 75/87                                                                               | nur als Teil der Gesamtanlage |         | 897484     |
| Bild gesucht BW |                                                           | Akazienweg 8 LageFlur: 7, Flurstück: 75/66                                                                               | nur als Teil der Gesamtanlage |         | 897486     |
| Bild gesucht BW |                                                           | Akazienweg 10 LageFlur: 7, Flurstück: 75/73                                                                              | nur als Teil der Gesamtanlage |         | 897477     |
| Bild gesucht BW |                                                           | Akazienweg 12 LageFlur: 7, Flurstück: 75/74                                                                              | nur als Teil der Gesamtanlage |         | 897468     |
| Bild gesucht BW |                                                           | Akazienweg 14 LageFlur: 7, Flurstück: 75/75                                                                              | nur als Teil der Gesamtanlage |         | 897469     |
| Bild gesucht BW |                                                           | Akazienweg 16 LageFlur: 7, Flurstück: 75/76                                                                              | nur als Teil der Gesamtanlage |         | 897478     |
| Bild gesucht BW |                                                           | Fliederweg 2 LageFlur: 7, Flurstück: 75/88                                                                               | nur als Teil der Gesamtanlage |         | 897504     |
| Bild gesucht BW |                                                           | Fliederweg 4 LageFlur: 7, Flurstück: 75/89                                                                               | nur als Teil der Gesamtanlage |         | 897503     |
| Bild gesucht BW |                                                           | Fliederweg 6 LageFlur: 7, Flurstück: 75/90                                                                               | nur als Teil der Gesamtanlage |         | 897485     |
| Bild gesucht BW |                                                           | Haselweg 2 LageFlur: 7, Flurstück: 75/48                                                                                 | nur als Teil der Gesamtanlage |         | 897458     |
| Bild gesucht BW |                                                           | Haselweg 4 LageFlur: 7, Flurstück: 75/47                                                                                 | nur als Teil der Gesamtanlage |         | 897457     |
| Bild gesucht BW |                                                           | Haselweg 6 LageFlur: 7, Flurstück: 75/46                                                                                 | nur als Teil der Gesamtanlage |         | 897494     |
| Bild gesucht BW |                                                           | Haselweg 8 LageFlur: 7, Flurstück: 75/45                                                                                 | nur als Teil der Gesamtanlage |         | 897456     |
| Bild gesucht BW |                                                           | Kastanienweg 1 LageFlur: 7, Flurstück: 75/41                                                                             | nur als Teil der Gesamtanlage |         | 897491     |
| Bild gesucht BW |                                                           | Kastanienweg 2 LageFlur: 7, Flurstück: 75/49                                                                             | nur als Teil der Gesamtanlage |         | 897459     |
| Bild gesucht BW |                                                           | Kastanienweg 3 LageFlur: 7, Flurstück: 75/42                                                                             | nur als Teil der Gesamtanlage |         | 897497     |
| Bild gesucht BW |                                                           | Kastanienweg 5 LageFlur: 7, Flurstück: 75/43                                                                             | nur als Teil der Gesamtanlage |         | 897501     |
| Bild gesucht BW |                                                           | Kastanienweg 7 LageFlur: 7, Flurstück: 75/44                                                                             | nur als Teil der Gesamtanlage |         | 897455     |
| Bild gesucht BW |                                                           | Kastanienweg 9 LageFlur: 7, Flurstück: 75/39                                                                             | nur als Teil der Gesamtanlage |         | 897471     |
| Bild gesucht BW |                                                           | Lindenstraße 1 LageFlur: 7, Flurstück: 75/59                                                                             | nur als Teil der Gesamtanlage |         | 897488     |
| Bild gesucht BW |                                                           | Lindenstraße 2 LageFlur: 7, Flurstück: 75/40                                                                             | nur als Teil der Gesamtanlage |         | 897490     |
| Bild gesucht BW |                                                           | Lindenstraße 3 LageFlur: 7, Flurstück: 75/60                                                                             | nur als Teil der Gesamtanlage |         | 897489     |
| Bild gesucht BW |                                                           | Lindenstraße 4 LageFlur: 7, Flurstück: 75/50                                                                             | nur als Teil der Gesamtanlage |         | 897460     |
| Bild gesucht BW |                                                           | Lindenstraße 5 LageFlur: 7, Flurstück: 75/61                                                                             | nur als Teil der Gesamtanlage |         | 897463     |
| Bild gesucht BW |                                                           | Lindenstraße 6 LageFlur: 7, Flurstück: 75/51                                                                             | nur als Teil der Gesamtanlage |         | 897495     |
| Bild gesucht BW |                                                           | Lindenstraße 7 LageFlur: 7, Flurstück: 75/62                                                                             | nur als Teil der Gesamtanlage |         | 897464     |
| Bild gesucht BW |                                                           | Lindenstraße 8 LageFlur: 7, Flurstück: 75/52                                                                             | nur als Teil der Gesamtanlage |         | 897493     |
| Bild gesucht BW |                                                           | Lindenstraße 9 LageFlur: 7, Flurstück: 75/67                                                                             | nur als Teil der Gesamtanlage |         | 897467     |
| Bild gesucht BW |                                                           | Lindenstraße 10 LageFlur: 7, Flurstück: 75/53                                                                            | nur als Teil der Gesamtanlage |         | 897461     |
| Bild gesucht BW |                                                           | Lindenstraße 11 LageFlur: 7, Flurstück: 75/68                                                                            | nur als Teil der Gesamtanlage |         | 897472     |
| Bild gesucht BW |                                                           | Lindenstraße 12 LageFlur: 7, Flurstück: 75/54                                                                            | nur als Teil der Gesamtanlage |         | 897462     |
| Bild gesucht BW |                                                           | Lindenstraße 13 LageFlur: 7, Flurstück: 75/69                                                                            | nur als Teil der Gesamtanlage |         | 897473     |
| Bild gesucht BW |                                                           | Lindenstraße 14 LageFlur: 7, Flurstück: 75/55                                                                            | nur als Teil der Gesamtanlage |         | 897492     |
| Bild gesucht BW |                                                           | Lindenstraße 15 LageFlur: 7, Flurstück: 75/70                                                                            | nur als Teil der Gesamtanlage |         | 897474     |
| Bild gesucht BW |                                                           | Lindenstraße 16 LageFlur: 7, Flurstück: 75/56                                                                            | nur als Teil der Gesamtanlage |         | 897502     |
| Bild gesucht BW |                                                           | Lindenstraße 17 LageFlur: 7, Flurstück: 75/71                                                                            | nur als Teil der Gesamtanlage |         | 897475     |
| Bild gesucht BW |                                                           | Lindenstraße 18 LageFlur: 7, Flurstück: 75/57                                                                            | nur als Teil der Gesamtanlage |         | 897500     |
| Bild gesucht BW |                                                           | Lindenstraße 19 LageFlur: 7, Flurstück: 75/72                                                                            | nur als Teil der Gesamtanlage |         | 897476     |
| Bild gesucht BW |                                                           | Schlehenweg 1 LageFlur: 7, Flurstück: 75/33                                                                              | nur als Teil der Gesamtanlage |         | 897470     |
| Bild gesucht BW |                                                           | Schlehenweg 3 LageFlur: 7, Flurstück: 75/92                                                                              | nur als Teil der Gesamtanlage |         | 897498     |
| Bild gesucht BW |                                                           | Schlehenweg 5 LageFlur: 7, Flurstück: 75/93                                                                              | nur als Teil der Gesamtanlage |         | 897481     |
| Bild gesucht BW |                                                           | Ulmenweg 1 LageFlur: 7, Flurstück: 75/79                                                                                 | nur als Teil der Gesamtanlage |         | 897482     |
| Bild gesucht BW |                                                           | Ulmenweg 3 LageFlur: 7, Flurstück: 75/81                                                                                 | nur als Teil der Gesamtanlage |         | 897480     |
| Bild gesucht BW |                                                           | Ulmenweg 5 LageFlur: 7, Flurstück: 75/83                                                                                 | nur als Teil der Gesamtanlage |         | 897499     |

### Sachgesamtheit Erbbegräbnis
| Bild            | Bezeichnung | Lage                                 | Beschreibung | Bauzeit | Objekt-Nr. |
| --------------- | ----------- | ------------------------------------ | ------------ | ------- | ---------- |
| Bild gesucht BW |             | Kämpchen LageFlur: 14, Flurstück: 20 |              |         | 88065 DDB  |

### Sachgesamtheit Kirchhof Eichenberg
| Bild            | Bezeichnung | Lage                                               | Beschreibung | Bauzeit | Objekt-Nr. |
| --------------- | ----------- | -------------------------------------------------- | ------------ | ------- | ---------- |
| Bild gesucht BW |             | Unterste Läger LageFlur: 10, Flurstück: 51/1, 51/2 |              |         | 88077 DDB  |

### Einzeldenkmale
| Bild                                                           | Bezeichnung                                                    | Lage                                                                                | Beschreibung | Bauzeit | Objekt-Nr. |
| -------------------------------------------------------------- | -------------------------------------------------------------- | ----------------------------------------------------------------------------------- | ------------ | ------- | ---------- |
| Haus Posen, Währungsmuseum                                     | Haus Posen, Währungsmuseum                                     | Edward-Tenenbaum-Straße 1 LageFlur: 6, Flurstück: 26/128                            |              |         | 88071 DDB  |
| Bild gesucht BW                                                | Scheune                                                        | Friedrich-Engels-Straße LageFlur: 3, Flurstück: 108/7                               |              |         | 88066 DDB  |
| Bild gesucht BW                                                | Streckhof mit Wirtschaftsgebäude                               | Friedrich-Engels-Straße 46 LageFlur: 3, Flurstück: 88/2                             |              |         | 88067 DDB  |
| Bild gesucht BW                                                |                                                                | Friedrich-Engels-Straße 60 LageFlur: 3, Flurstück: 98/31                            |              |         | 88068 DDB  |
| Bild gesucht BW                                                | Mauer der ehem. Domäne Rothwesten                              | Friedrich-Engels-Straße LageFlur: 3, Flurstück: 123/2, 136/10, 136/11, 136/8, 136/9 |              |         | 927993 DDB |
| Bild gesucht BW                                                | Ehem. Offizierskasino                                          | Fritz-Erler-Kaserne LageFlur: 6, Flurstück: 26/155                                  |              |         | 88070 DDB  |
| Volkssternwarte                                                | Volkssternwarte                                                | Häuschensberg LageFlur: 3, Flurstück: 39/3                                          |              |         | 88073 DDB  |
| Bild gesucht BW                                                | Ehem. Begegnungshaus                                           | Ikarusweg 7 LageFlur: 6, Flurstück: 26/148                                          |              |         | 88072 DDB  |
| Bild gesucht BW                                                | Wappensteine der ehem. Domäne Rothwesten                       | Karl-Marx-Straße/Domänenweg LageFlur: 3, Flurstück: 69/32                           |              |         | 927993 DDB |
| Bild gesucht BW                                                |                                                                | Karl-Marx-Straße 31 LageFlur: 3, Flurstück: 67/3                                    |              |         | 88069 DDB  |
| Reinhardswaldchaussee, Teil des Alleensystems im Reinhardswald | Reinhardswaldchaussee, Teil des Alleensystems im Reinhardswald | Reinhardswaldstraße (L 3232) LageFlur: 4, 5, 6, 7, Flurstück: 2, 15, 37/1, 1/1      |              |         | 828755 DDB |

## Simmershausen

### Gesamtanlage I Historischer Ortskern Simmershausen
| Bild            | Bezeichnung                                                            | Lage | Beschreibung                  | Bauzeit | Objekt-Nr. |
| --------------- | ---------------------------------------------------------------------- | --- | ----------------------------- | ------- | ---------- |
| Bild gesucht BW |                                                                        | Friedrichstraße 1-9, 2-8, Karlstraße 11, 11a, Kasseler Straße 25, 42-52, 58, Kirchstraße 3, 7-15, 2-6, Heinrichstraße 2, Schützenstraße 1-5, Wilhelmstraße 6 Lage |                               |         | 88335 DDB  |
| Bild gesucht BW | Brücke                                                                 | Friedrichstraße LageFlur: 11, Flurstück: 52/14 |                               |         | 88079 DDB  |
| Bild gesucht BW |                                                                        | Friedrichstraße 1 LageFlur: 11, Flurstück: 21/3 | nur als Teil der Gesamtanlage |         | 897556     |
| Bild gesucht BW |                                                                        | Friedrichstraße 2 LageFlur: 13, Flurstück: 33/3 | nur als Teil der Gesamtanlage |         | 897544     |
| Bild gesucht BW |                                                                        | Friedrichstraße 3 LageFlur: 11, Flurstück: 23/5 | nur als Teil der Gesamtanlage |         | 960857     |
| Bild gesucht BW |                                                                        | Friedrichstraße 4 LageFlur: 13, Flurstück: 36/3 | nur als Teil der Gesamtanlage |         | 897546     |
| Bild gesucht BW |                                                                        | Friedrichstraße 5 LageFlur: 14, Flurstück: 16/2 | nur als Teil der Gesamtanlage |         | 897551     |
| Bild gesucht BW |                                                                        | Friedrichstraße 5A LageFlur: 14, Flurstück: 16/3 | nur als Teil der Gesamtanlage |         | 897552     |
| Bild gesucht BW |                                                                        | Friedrichstraße 6 LageFlur: 13, Flurstück: 37/2 | nur als Teil der Gesamtanlage |         | 897563     |
| Bild gesucht BW |                                                                        | Friedrichstraße 7 LageFlur: 14, Flurstück: 12/1 | nur als Teil der Gesamtanlage |         | 897549     |
| Bild gesucht BW |                                                                        | Friedrichstraße 7A LageFlur: 14, Flurstück: 12/2 | nur als Teil der Gesamtanlage |         | 897550     |
| Bild gesucht BW |                                                                        | Friedrichstraße 8 LageFlur: 13, Flurstück: 38/1 | nur als Teil der Gesamtanlage |         | 897547     |
| Bild gesucht BW |                                                                        | Friedrichstraße 9 LageFlur: 14, Flurstück: 11/1 | nur als Teil der Gesamtanlage |         | 897548     |
| Bild gesucht BW | Schmiede                                                               | Karlstraße LageFlur: 11, Flurstück: 19 |                               |         | 88087 DDB  |
| Bild gesucht BW |                                                                        | Karlstraße 11 LageFlur: 11, Flurstück: 37/3 |                               |         | 88082 DDB  |
| Bild gesucht BW |                                                                        | Karlstraße 11A LageFlur: 11, Flurstück: 37/3 | nur als Teil der Gesamtanlage |         | 897564     |
| Bild gesucht BW |                                                                        | Kasseler Straße 25 LageFlur: 13, Flurstück: 34/4 | nur als Teil der Gesamtanlage |         | 897545     |
| Bild gesucht BW |                                                                        | Kasseler Straße 42 LageFlur: 11, Flurstück: 31/3 | nur als Teil der Gesamtanlage |         | 897539     |
| Bild gesucht BW |                                                                        | Kasseler Straße 44 LageFlur: 11, Flurstück: 30/2 | nur als Teil der Gesamtanlage |         | 897538     |
| Bild gesucht BW |                                                                        | Kasseler Straße 46 LageFlur: 11, Flurstück: 29/5 | nur als Teil der Gesamtanlage |         | 897562     |
| Bild gesucht BW |                                                                        | Kasseler Straße 46A LageFlur: 11, Flurstück: 28/8 | nur als Teil der Gesamtanlage |         | 897537     |
| Bild gesucht BW |                                                                        | Kasseler Straße 48 LageFlur: 11, Flurstück: 24/5 | nur als Teil der Gesamtanlage |         | 897559     |
| Bild gesucht BW |                                                                        | Kasseler Straße 50 LageFlur: 11, Flurstück: 24/9 | nur als Teil der Gesamtanlage |         | 897536     |
| Bild gesucht BW |                                                                        | Kasseler Straße 52 LageFlur: 13, Flurstück: 32/18 | nur als Teil der Gesamtanlage |         | 897542     |
| Bild gesucht BW |                                                                        | Kasseler Straße 58 LageFlur: 13, Flurstück: 29/1, 29/2 |                               |         | 88089 DDB  |
| Bild gesucht BW |                                                                        | Kirchstraße 2 LageFlur: 14, Flurstück: 10 | nur als Teil der Gesamtanlage |         | 897558     |
| Bild gesucht BW | Hofanlage mit Wirtschaftsgebäude                                       | Kirchstraße 3 LageFlur: 14, Flurstück: 43/26 |                               |         | 88090 DDB  |
| Bild gesucht BW | Evangelische Kirche, Kirchhof mit Mauer, mit Grabsteinen und Grabkreuz | Kirchstraße 4/Friedrichstraße LageFlur: 14, Flurstück: 6/16, 8/1                                                                                                  |                               |         | 88091 DDB  |
| Bild gesucht BW | Ehem. Schule                                                           | Kirchstraße 6 LageFlur: 14, Flurstück: 6/15 |                               |         | 88092 DDB  |
| Bild gesucht BW |                                                                        | Kirchstraße 7 LageFlur: 14, Flurstück: 28/1 | nur als Teil der Gesamtanlage |         | 897560     |
| Bild gesucht BW |                                                                        | Kirchstraße 9 LageFlur: 14, Flurstück: 32/5 | nur als Teil der Gesamtanlage |         | 897561     |
| Bild gesucht BW |                                                                        | Kirchstraße 11 LageFlur: 14, Flurstück: 35/1 | nur als Teil der Gesamtanlage |         | 897554     |
| Bild gesucht BW |                                                                        | Kirchstraße 13 LageFlur: 14, Flurstück: 36/2 | nur als Teil der Gesamtanlage |         | 897555     |
| Bild gesucht BW |                                                                        | Kirchstraße 15 LageFlur: 14, Flurstück: 39/1 | nur als Teil der Gesamtanlage |         | 897553     |
| Bild gesucht BW |                                                                        | Schützenstraße 1 LageFlur: 13, Flurstück: 32/13 | nur als Teil der Gesamtanlage |         | 897543     |
| Bild gesucht BW |                                                                        | Schützenstraße 3 LageFlur: 13, Flurstück: 31/2 | nur als Teil der Gesamtanlage |         | 897541     |
| Bild gesucht BW |                                                                        | Schützenstraße 5 LageFlur: 13, Flurstück: 30/1 | nur als Teil der Gesamtanlage |         | 897540     |
| Bild gesucht BW |                                                                        | Schützenstraße 5A LageFlur: 13, Flurstück: 29/1 | nur als Teil der Gesamtanlage |         | 897557     |
| Bild gesucht BW |                                                                        | Wilhelmstraße 6 LageFlur: 15, Flurstück: 18/2 | nur als Teil der Gesamtanlage |         | 897565     |

### Gesamtanlage II Reinhardswaldschule
| Bild            | Bezeichnung         | Lage                                               | Beschreibung                  | Bauzeit | Objekt-Nr. |
| --------------- | ------------------- | -------------------------------------------------- | ----------------------------- | ------- | ---------- |
| Bild gesucht BW |                     | Rothwestener Straße 2 LageFlur: 9, Flurstück: 23/2 |                               |         | 88336 DDB  |
| Bild gesucht BW | Reinhardswaldschule | Rothwestener Straße 2 LageFlur: 9, Flurstück: 23/2 | nur als Teil der Gesamtanlage |         | 960858     |

### Einzeldenkmale
| Bild            | Bezeichnung                                                    | Lage                                                         | Beschreibung | Bauzeit | Objekt-Nr. |
| --------------- | -------------------------------------------------------------- | ------------------------------------------------------------ | ------------ | ------- | ---------- |
| Bild gesucht BW | Wohnhaus                                                       | Bergstraße 1 LageFlur: 3, Flurstück: 135/24                  |              |         | 88078 DDB  |
| Bild gesucht BW | Brücke                                                         | Espe LageFlur: 13, Flurstück: 59                             |              |         | 88086 DDB  |
| Bild gesucht BW |                                                                | Heinrichstraße 2 LageFlur: 15, Flurstück: 15/8               |              |         | 88080 DDB  |
| Bild gesucht BW | Dorfgerichtsplatz                                              | Heinrichstraße 2 LageFlur: 15, Flurstück: 15/8               |              |         | 88081 DDB  |
| Bild gesucht BW |                                                                | Karlstraße 40 LageFlur: 12, Flurstück: 36/3                  |              |         | 88083 DDB  |
| Bild gesucht BW |                                                                | Karlstraße 44 LageFlur: 12, Flurstück: 32/1                  |              |         | 88084 DDB  |
| Bild gesucht BW |                                                                | Karlstraße 70 LageFlur: 12, Flurstück: 50/3                  |              |         | 88085 DDB  |
| Bild gesucht BW |                                                                | Kasseler Straße 32 LageFlur: 10, Flurstück: 15/1             |              |         | 88088 DDB  |
| Bild gesucht BW |                                                                | Kasseler Straße 35 LageFlur: 15, Flurstück: 7/3              |              |         | 88237 DDB  |
| Bild gesucht BW | Reinhardswaldchaussee, Teil des Alleensystems im Reinhardswald | Rothwestener Straße (L 3232) LageFlur: 12, Flurstück: 60, 74 |              |         | 954882 DDB |
| Bild gesucht BW |                                                                | Schützenstraße 13 LageFlur: 13, Flurstück: 17/3              |              |         | 88094 DDB  |
| Bild gesucht BW |                                                                | Schützenstraße 17 LageFlur: 13, Flurstück: 14/1              |              |         | 88095 DDB  |
| Bild gesucht BW | Ehem. Volksschule                                              | Teichstraße 8 LageFlur: 17, Flurstück: 84/4                  |              |         | 95201 DDB  |

## Wahnhausen

### Gesamtanlage Historischer Ortskern Wahnhausen
| Bild                             | Bezeichnung                        | Lage                                                                                                 | Beschreibung                  | Bauzeit | Objekt-Nr. |
| -------------------------------- | ---------------------------------- | --- | ----------------------------- | ------- | ---------- |
| Bild gesucht BW                  |                                    | Am Wickenberge, Brückenstraße, Dorfstraße 1-5, 2, 6, Kirchweg 6, Lange Straße 1-3, Mittelstraße Lage |                               |         | 88337 DDB  |
| Bild gesucht BW                  |                                    | Brückenstraße 1 LageFlur: 8, Flurstück: 91/4                                                         | nur als Teil der Gesamtanlage |         | 897506     |
| Bild gesucht BW                  |                                    | Brückenstraße 1A LageFlur: 8, Flurstück: 91/3                                                        | nur als Teil der Gesamtanlage |         | 897523     |
| Bild gesucht BW                  | Ehem. Schule                       | Brückenstraße 2 LageFlur: 8, Flurstück: 135/1                                                        |                               |         | 88096 DDB  |
| Bild gesucht BW                  |                                    | Brückenstraße 3 LageFlur: 8, Flurstück: 498/133                                                      | nur als Teil der Gesamtanlage |         | 897529     |
| Bild gesucht BW                  |                                    | Brückenstraße 4 LageFlur: 8, Flurstück: 145/1                                                        | nur als Teil der Gesamtanlage |         | 897513     |
| Bild gesucht BW                  |                                    | Brückenstraße 5 LageFlur: 8, Flurstück: 497/129                                                      | nur als Teil der Gesamtanlage |         | 897517     |
| Bild gesucht BW                  |                                    | Brückenstraße 6 LageFlur: 8, Flurstück: 503/150                                                      | nur als Teil der Gesamtanlage |         | 897524     |
| Bild gesucht BW                  |                                    | Brückenstraße 7 LageFlur: 8, Flurstück: 127/1                                                        | nur als Teil der Gesamtanlage |         | 897510     |
| Bild gesucht BW                  |                                    | Brückenstraße 8 LageFlur: 8, Flurstück: 504/152                                                      |                               |         | 88097 DDB  |
| Bild gesucht BW                  |                                    | Brückenstraße 9 LageFlur: 8, Flurstück: 126/1                                                        | nur als Teil der Gesamtanlage |         | 897509     |
| Bild gesucht BW                  |                                    | Brückenstraße 10 LageFlur: 8, Flurstück: 153/1                                                       |                               |         | 88098 DDB  |
| Bild gesucht BW                  |                                    | Brückenstraße 11 LageFlur: 8, Flurstück: 495/124                                                     |                               |         | 88099 DDB  |
| Bild gesucht BW                  |                                    | Brückenstraße 12 LageFlur: 8, Flurstück: 506/158                                                     | nur als Teil der Gesamtanlage |         | 897521     |
| Bild gesucht BW                  |                                    | Dorfstraße 1 LageFlur: 8, Flurstück: 90/7                                                            | nur als Teil der Gesamtanlage |         | 897522     |
| Bild gesucht BW                  |                                    | Dorfstraße 2 LageFlur: 8, Flurstück: 487/95                                                          | nur als Teil der Gesamtanlage |         | 897514     |
|                                  |                                    | Dorfstraße 3 LageFlur: 8, Flurstück: 90/6                                                            | nur als Teil der Gesamtanlage |         | 897505     |
| Bild gesucht BW                  |                                    | Dorfstraße 5 LageFlur: 8, Flurstück: 84/3                                                            | nur als Teil der Gesamtanlage |         | 897528     |
|                                  |                                    | Dorfstraße 6 LageFlur: 8, Flurstück: 32/1                                                            | nur als Teil der Gesamtanlage |         | 897527     |
| Evangelische Kirche mit Kirchhof | Evangelische Kirche mit Kirchhof   | Kirchweg 6/Am Wickenberge LageFlur: 8, Flurstück: 376/179, 508/172                                   |                               |         | 88102 DDB  |
| Bild gesucht BW                  |                                    | Lange Straße 1 LageFlur: 8, Flurstück: 494/116                                                       | nur als Teil der Gesamtanlage |         | 897526     |
| Bild gesucht BW                  |                                    | Lange Straße 1A LageFlur: 8, Flurstück: 494/116                                                      | nur als Teil der Gesamtanlage |         | 897525     |
| Bild gesucht BW                  |                                    | Lange Straße 3 LageFlur: 8, Flurstück: 119/2                                                         | nur als Teil der Gesamtanlage |         | 897518     |
| Bild gesucht BW                  |                                    | Mittelstraße 1 LageFlur: 8, Flurstück: 28/1                                                          | nur als Teil der Gesamtanlage |         | 897512     |
| Bild gesucht BW                  |                                    | Mittelstraße 2 LageFlur: 8, Flurstück: 488/102                                                       | nur als Teil der Gesamtanlage |         | 897515     |
| Bild gesucht BW                  |                                    | Mittelstraße 3 LageFlur: 8, Flurstück: 25/9                                                          | nur als Teil der Gesamtanlage |         | 897532     |
| Bild gesucht BW                  |                                    | Mittelstraße 4 LageFlur: 8, Flurstück: 106/2                                                         | nur als Teil der Gesamtanlage |         | 897507     |
| Bild gesucht BW                  |                                    | Mittelstraße 5 LageFlur: 8, Flurstück: 19/3                                                          | nur als Teil der Gesamtanlage |         | 897511     |
| Bild gesucht BW                  |                                    | Mittelstraße 6 LageFlur: 8, Flurstück: 109/4                                                         | nur als Teil der Gesamtanlage |         | 897508     |
| Bild gesucht BW                  |                                    | Mittelstraße 7 LageFlur: 8, Flurstück: 8/8                                                           | nur als Teil der Gesamtanlage |         | 897530     |
| Bild gesucht BW                  |                                    | Mittelstraße 8 LageFlur: 8, Flurstück: 492/110                                                       | nur als Teil der Gesamtanlage |         | 897516     |
| Bild gesucht BW                  |                                    | Mittelstraße 9 LageFlur: 8, Flurstück: 8/11                                                          | nur als Teil der Gesamtanlage |         | 897531     |
| Bild gesucht BW                  |                                    | Mittelstraße 10 LageFlur: 8, Flurstück: 468/110                                                      | nur als Teil der Gesamtanlage |         | 897520     |
| Bild gesucht BW                  |                                    | Mittelstraße 11 LageFlur: 8, Flurstück: 7/1                                                          |                               |         | 88100 DDB  |
| Bild gesucht BW                  | Hofanlage mit Wohnhaus und Scheune | Mittelstraße 12 LageFlur: 8, Flurstück: 469/114                                                      |                               |         | 88101 DDB  |
| Bild gesucht BW                  |                                    | Mittelstraße 14 LageFlur: 8, Flurstück: 119/3                                                        | nur als Teil der Gesamtanlage |         | 897519     |

### Einzeldenkmale
| Bild            | Bezeichnung | Lage                                                                   | Beschreibung | Bauzeit | Objekt-Nr. |
| --------------- | ----------- | ---------------------------------------------------------------------- | ------------ | ------- | ---------- |
| Bild gesucht BW |             | Wilhelmshäuser Straße 19 LageFlur: 8, Flurstück: 218/2                 |              |         | 88103 DDB  |
| Bild gesucht BW |             | Wilhelmshäuser Straße 21 LageFlur: 8, Flurstück: 202/1, 202/2, 326/201 |              |         | 88104 DDB  |

## Wilhelmshausen

### Gesamtanlage Historischer Ortskern Wilhelmshausen
| Bild            | Bezeichnung                                           | Lage                                                                                 | Beschreibung                  | Bauzeit | Objekt-Nr. |
| --------------- | ----------------------------------------------------- | ------------------------------------------------------------------------------------ | ----------------------------- | ------- | ---------- |
| Bild gesucht BW |                                                       | Am Berg 2, 4, Holzhäuser Straße 1-7, 2-16, Kötnerei 1-11, Mündener Straße 13-21 Lage | Gesamtanlage                  |         | 88338 DDB  |
|                 |                                                       | Am Berg 2 LageFlur: 6, Flurstück: 36/3                                               | nur als Teil der Gesamtanlage |         | 897440     |
|                 |                                                       | Am Berg 4 LageFlur: 6, Flurstück: 35/5                                               | nur als Teil der Gesamtanlage |         | 897451     |
| Bild gesucht BW |                                                       | Holzhäuser Straße 1 LageFlur: 6, Flurstück: 61/1                                     | nur als Teil der Gesamtanlage |         | 897444     |
| Bild gesucht BW |                                                       | Holzhäuser Straße 2 LageFlur: 6, Flurstück: 51/1                                     | nur als Teil der Gesamtanlage |         | 897442     |
| Bild gesucht BW | Wohnhaus und Scheune                                  | Holzhäuser Straße 3 LageFlur: 6, Flurstück: 59/1                                     |                               |         | 88108 DDB  |
| weitere Bilder  | Evangelische Kirche mit dahinter liegenden Grünfläche | Holzhäuser Straße 4 LageFlur: 6, Flurstück: 40/2, 40/3, 43, 44/4                     |                               |         | 88109 DDB  |
| Bild gesucht BW | Hofanlage mit Wohnhaus und Wirtschaftsgebäude         | Holzhäuser Straße 5 LageFlur: 6, Flurstück: 130/54                                   |                               |         | 88110 DDB  |
| Bild gesucht BW | Hofanlage mit Wohnhaus und Wirtschaftstrakt           | Holzhäuser Straße 6 LageFlur: 6, Flurstück: 40/1                                     |                               |         | 88111 DDB  |
| Bild gesucht BW | Ehem. Schule                                          | Holzhäuser Straße 7 LageFlur: 3, Flurstück: 64/4                                     |                               |         | 88112 DDB  |
| Bild gesucht BW | Gasthaus                                              | Holzhäuser Straße 8 LageFlur: 6, Flurstück: 39/3                                     |                               |         | 88113 DDB  |
| Bild gesucht BW |                                                       | Holzhäuser Straße 10 LageFlur: 7, Flurstück: 41                                      | nur als Teil der Gesamtanlage |         | 897452     |
| Bild gesucht BW |                                                       | Holzhäuser Straße 12 LageFlur: 7, Flurstück: 42/1                                    |                               |         | 88114 DDB  |
| Bild gesucht BW |                                                       | Holzhäuser Straße 14 LageFlur: 7, Flurstück: 46/1                                    | nur als Teil der Gesamtanlage |         | 897449     |
| Bild gesucht BW |                                                       | Holzhäuser Straße 16 LageFlur: 7, Flurstück: 47/1                                    | nur als Teil der Gesamtanlage |         | 897450     |
| Bild gesucht BW |                                                       | Kötnerei 1 LageFlur: 3, Flurstück: 72/1                                              |                               |         | 88115 DDB  |
| Bild gesucht BW |                                                       | Kötnerei 5 LageFlur: 3, Flurstück: 69/2                                              | nur als Teil der Gesamtanlage |         | 897454     |
| Bild gesucht BW |                                                       | Kötnerei 7 LageFlur: 3, Flurstück: 67/2                                              | nur als Teil der Gesamtanlage |         | 897453     |
| Bild gesucht BW |                                                       | Kötnerei 7A LageFlur: 3, Flurstück: 62/2                                             | nur als Teil der Gesamtanlage |         | 960859     |
| Bild gesucht BW |                                                       | Kötnerei 9 LageFlur: 7, Flurstück: 45/1                                              | nur als Teil der Gesamtanlage |         | 897448     |
| Bild gesucht BW |                                                       | Kötnerei 11 LageFlur: 7, Flurstück: 44/2                                             | nur als Teil der Gesamtanlage |         | 897447     |
| Bild gesucht BW |                                                       | Mündener Straße 13 LageFlur: 3, Flurstück: 157/73                                    |                               |         | 88119 DDB  |
|                 |                                                       | Mündener Straße 15 LageFlur: 6, Flurstück: 61/1                                      | nur als Teil der Gesamtanlage |         | 897443     |
| Bild gesucht BW |                                                       | Mündener Straße 17 LageFlur: 6, Flurstück: 128/52                                    | nur als Teil der Gesamtanlage |         | 897446     |
| Bild gesucht BW |                                                       | Mündener Straße 19 LageFlur: 6, Flurstück: 49/2                                      | nur als Teil der Gesamtanlage |         | 897441     |
|                 |                                                       | Mündener Straße 21 LageFlur: 6, Flurstück: 120/44                                    | nur als Teil der Gesamtanlage |         | 897445     |

### Einzeldenkmale
| Bild                | Bezeichnung         | Lage                                             | Beschreibung | Bauzeit | Objekt-Nr. |
| ------------------- | ------------------- | ------------------------------------------------ | ------------ | ------- | ---------- |
| Bild gesucht BW     |                     | Am Berg 7 LageFlur: 7, Flurstück: 35/3           |              |         | 88105 DDB  |
|                     |                     | Am Berg 8 LageFlur: 6, Flurstück: 29/6           |              |         | 88106 DDB  |
|                     |                     | Am Berg 9 LageFlur: 7, Flurstück: 30/1, 30/2     |              |         | 88107 DDB  |
| Backhaus            | Backhaus            | Kötnerei 6 LageFlur: 7, Flurstück: 56            |              |         | 88118 DDB  |
| Ehemalige Obermühle | Ehemalige Obermühle | Kötnerei 14 LageFlur: 7, Flurstück: 19/1, 21, 22 |              |         | 88116 DDB  |
| Bild gesucht BW     |                     | Kötnerei 17 LageFlur: 7, Flurstück: 58/2         |              |         | 88117 DDB  |